# دارين أندونوف
دارين أندونوف (بالبلغارية: Дарин Андонов)‏ هو لاعب كرة قدم بلغاري في مركز الدفاع، ولد في 2 أغسطس 1986 في بلغاريا. لعب مع نادي سبارتاك فارنا.

## وصلات خارجية
- دارين أندونوف على موقع قاعدة بيانات كرة القدم.إي يو (الإنجليزية)
- دارين أندونوف على موقع Soccerway.com (الإنجليزية)